# Marathon van Xiamen 2004
De marathon van Xiamen 2004 werd gelopen op zaterdag 27 maart 2004. Het was de tweede editie van deze marathon, die tevens dienst deed als Chinees kampioenschap op de marathon.
De Keniaan James Moiben kwam als eerste over de streep in 2:10.54. De Chinese Zhou Chunxiu won bij de vrouwen in 2:23.28 en veroverde hiermee dus tevens de Chinese titel.

## Uitslagen

### Mannen
| rang   | naam             | land | tijd    |
| ------ | ---------------- | ---- | ------- |
| Goud   | James Moiben     | KEN  | 2:10.54 |
| Zilver | Hongzhu Li       | CHN  | 2:11.43 |
| Brons  | Dawit Terefa     | ETH  | 2:11.45 |
| 4      | Lucian Hombo     | TAN  | 2:12.53 |
| 5      | Zhu Ronghua      | CHN  | 2:13.11 |
| 6      | Antoni Peña      | ESP  | 2:13.17 |
| 7      | Shimelis Mola    | ETH  | 2:13.19 |
| 8      | Josephat Kiprono | KEN  | 2:14.57 |
| 9      | Hu Gang          | CHN  | 2:14.57 |
| 10     | Li Jianfei       | CHN  | 2:15.41 |

### Vrouwen
| rang   | naam          | land | tijd    |
| ------ | ------------- | ---- | ------- |
| Goud   | Zhou Chunxiu  | CHN  | 2:23.28 |
| Zilver | Helan Li      | CHN  | 2:28.17 |
| Brons  | Bong-sil Ham  | KOR  | 2:28.32 |
| 4      | Yu Wang       | CHN  | 2:29.27 |
| 5      | Zhang Shujing | CHN  | 2:29.53 |
| 6      | Li Fenjin     | CHN  | 2:31.21 |
| 7      | Jong Yong-Ok  | KOR  | 2:32.05 |
| 8      | Sun Weiwei    | CHN  | 2:34.47 |
| 9      | Wang Ling     | CHN  | 2:36.00 |
| 10     | Sha Meiyu     | CHN  | 2:36.32 |

2003 ·
2004 ·
2005 ·
2006 ·
2007 ·
2008 ·
2009 ·
2010 ·
2011 · 
2012 ·
2013 · 
2014 ·
2015 ·
2016 ·
2017